# トゲオイグアナ属
トゲオイグアナ属（トゲオイグアナぞく、Ctenosaura）は、有鱗目イグアナ科に属する属。

## 分布
エルサルバドル、グアテマラ、コスタリカ、ニカラグア、パナマ、ベリーズ、ホンジュラス、メキシコ

## 形態
大型種では100-150cmに達する。和名の通り尾に棘状の鱗が並ぶ。以前は別属スネトゲイグアナ属Enyaliosaurusとされていた小型種は名前の通り脛の部分にも棘状の鱗が並ぶ。
幼体は体色が鮮やかな緑色だが、成長につれ体色は褐色や黒になる。種や雌雄によっては体に黄、白、黒の斑紋が入る。

## 分類
分類・和名は中井(2024)を参考。
- Ctenosaura acanthura モトイトゲオイグアナ Mexican spiny-tailed iguana
- Ctenosaura bakeri ベイカートゲオイグアナ Baker's spinytail iguana
- Ctenosaura clarki クラークトゲオイグアナ Balsas armed lizard
- Ctenosaura conspicuosa サンエステバントゲオイグアナ San Esteban spinytail iguana
- Ctenosaura flavidorsalis キマダラトゲオイグアナ yellow-backed spiny-tailed iguana
- Ctenosaura hemilopha トギレトゲオイグアナ Baja California spiny-tailed iguana
- Ctenosaura macrolopha ソノラトゲオイグアナ Sonoran spiny-tailed iguana
- Ctenosaura melanosterna クロムネトゲオイグアナ black-chested spiny-tailed iguana
- Ctenosaura nolascensis ノアスコトゲオイグアナ Nolasco spiny-tailed iguana
- Ctenosaura oaxacana オアハカトゲオイグアナ Oaxacan spiny-tailed iguana
- Ctenosaura oedirhina ハナブトトゲオイグアナ Roatán spiny-tailed iguana
- Ctenosaura palearis ノドダレトゲオイグアナ Motagua spiny-tailed iguana
- Ctenosaura pectinata クシトゲオイグアナ western spiny-tailed iguana
- Ctenosaura quinquecarinata スベノドトゲオイグアナ club tail iguana
- Ctenosaura similis ツナギトゲオイグアナ black iguana

## 生態
森林や岩場などに生息する。成体は地表棲だが、幼体は木にも登る。小型種は成体でも樹上棲傾向が強い。
食性は植物食傾向の強い雑食で、植物の葉、果実、昆虫類、節足動物などを食べる。幼体や小型種は動物食傾向が強いとされる。大型種の生体はグリーンイグアナなどと同様にほとんど植物食である。
繁殖形態は卵生。

## 人間との関係
生息地では食用とされることもある。
ペットとして飼育される事もあり、日本にも輸入されている。テラリウムで飼育される。幼体は樹上棲傾向が強く、成体は地表棲傾向が強いので飼育には高さ、底面積共に大型のケージが必要になる。加えて大型種の場合はケージも観葉植物用の温室（ガラス戸を尾で叩き割った例があるため割れにくい素材に変える事が望ましい）や大型犬用のケージなどのような頑丈かつ大型なものに高さを設けたものが必要になる。餌は昆虫類などの動物質を好むものの与えすぎると内臓疾患を引き起こす可能性がある。そのため成長に伴い主に葉野菜や果実などの植物質を与え、補助的に植物食トカゲ用の人工飼料なども与える。人に慣れていない大型種および大型個体に噛まれるとひどい怪我を負うこともあるため、扱いには注意が必要。